# Olde West Chester (Ohio)
Olde West Chester es un lugar designado por el censo ubicado en el condado de Butler en el estado estadounidense de Ohio. En el Censo de 2010 tenía una población de 240 habitantes y una densidad poblacional de 259,56 personas por km².

## Geografía
Olde West Chester se encuentra ubicado en las coordenadas 39°20′7″N 84°24′13″O / 39.33528, -84.40361. Según la Oficina del Censo de los Estados Unidos, Olde West Chester tiene una superficie total de 0.92 km², de la cual 0.92 km² corresponden a tierra firme y (0%) 0 km² es agua.

## Demografía
Según el censo de 2010, había 240 personas residiendo en Olde West Chester. La densidad de población era de 259,56 hab./km². De los 240 habitantes, Olde West Chester estaba compuesto por el 87.92% blancos, el 3.75% eran afroamericanos, el 0% eran amerindios, el 1.67% eran asiáticos, el 0% eran isleños del Pacífico, el 6.67% eran de otras razas y el 0% pertenecían a dos o más razas. Del total de la población el 7.5% eran hispanos o latinos de cualquier raza.